# Decades Live
Decades live es el segundo álbum de estudio de la agrupación británica Foghat, publicado en 2003 por Sanctuary Records. Es el primer álbum en directo de la banda desde Foghat Live de 1977 y contiene material en vivo entre los años 1977 y 1996.

## Lista de canciones

### Disco 1
1. "Louisiana Blues" (McKinley Morganfield) - 5:09
2. "Drivin' Wheel" (Dave Peverett, Rod Price) - 6:53
3. "Motel Shaker" (Nick Jameson, Peverett, Price) - 4:56
4. "Stone Blue" (Peverett) - 7:54
5. "Nothin' But Trouble" (Peverett, Price) - 5:46
6. "Honey Hush" (Big Joe Turner) - 8:12
7. "It Hurts Me Too" (Elmore James, Mel London) - 9:12
8. "Sweet Home Chicago" (Robert Johnson) - 9:10
9. "I Just Want to Make Love to You/Satisfaction/Who Do You Love?" (Bo Diddley, Willie Dixon, Mick Jagger, Keith Richards) - 16:07

### Disco 2
1. "Fool for the City" (Peverett) - 5:27
2. "Slow Ride" (Peverett) - 9:35
3. "I Ain't Got You" (Calvin Carter) - 4:32
4. "Chateau Laffite '59 Boogie" (Peverett, Price) - 14:41
5. "Loose Ends" (Peverett) - 5:01
6. "Eight Days on the Road" (Michael Gayle, Jerry Ragovoy) - 6:38
7. "Maybellene" (Chuck Berry) - 4:14
8. "Angel of Mercy" (Peverett) - 5:17
9. "It's Too Late" (Peverett, Price) - 6:58[1]

## Créditos
- Dave Peverett - voz, guitarra
- Bryan Bassett - guitarra, voz
- Rod Price - guitarra, voz
- Craig MacGregor - bajo, voz
- Tony Stevens - bajo, voz
- Roger Earl - batería[2]